# Comarca de Torrijos
La Comarca de Torrijos és una comarca de la província de Toledo situada a la zona nord de la província i amb Torrijos com a cap comarcal. A principis de la dècada del 2010 fou motiu de denúncia pel gran nombre d'enverinaments de fauna salvatge detectats a la comarca.

## Municipis
- Torrijos
- Fuensalida
- La Puebla de Montalbán
- Méntrida
- Cebolla (Toledo)
- Escalona del Alberche
- Santa Olalla (Toledo)
- Camarena
- Santa Cruz de Retamar
- Almorox
- Gerindote
- El Carpio de Tajo
- Novés
- Portillo de Toledo
- Malpica de Tajo
- El Casar de Escalona
- La Torre de Esteban Hambrán
- Escalonilla
- Quismondo
- Burujón
- Nombela
- La Mata (Toledo)
- Carmena
- Santo Domingo-Caudilla
- Villamiel de Toledo
- Arcicóllar
- Alcabón
- Hormigos
- Albarreal de Tajo
- Rielves
- Camarenilla
- Lucillos
- Montearagón
- Maqueda
- Domingo Pérez
- Huecas
- Los Cerralbos
- Barcience
- Carriches
- Otero
- Mesegar de Tajo
- Erustes
- Aldea en Cabo
- Paredes de Escalona
- Illán de Vacas